# Barbara Lee
Barbara Jean Lee, nata Tutt (El Paso, 16 luglio 1946), è una politica statunitense, membro della Camera dei Rappresentanti per lo stato della California dal 1998 al 2025.

## Biografia
Nata in Texas, la Lee si trasferì in California da bambina e studiò all'Università della California - Berkeley.
Lavorò come collaboratrice del deputato democratico Ron Dellums e quando l'uomo si dimise nel 1998, la Lee si candidò per le elezioni suppletive e riuscì ad ottenere il suo seggio al Congresso. Fu poi riconfermata dagli elettori per altri tredici mandati.
Pacifista e liberale, Barbara Lee è un membro del Congressional Progressive Caucus e fra il 2009 e il 2011 ha presieduto il Congressional Black Caucus.